# Light + Shade
Light + Shade er et dobbeltalbum skrevet og hovedsageligt fremført af Mike Oldfield. Det er det første album Oldfield udgiver efter sin kontrakt med Mercury Records. Albummet blev udgivet d. 26. september 2005. Noget af musikken på disse CDer er oprindeligt udgivet (med alternative mixes) på soundtracket til hans Virtual Reality spil, Tr3s Lunas og Maestro.
De første ni numre (CD 1) er kaldt "Light", som er lysere og fredelige numre, mens den anden halvdel af albummet er kaldt "Shade", som har et meget mørkere lydbillede.
Oldfield er tiltrukket af vokalændringer, og det høres også på denne plade, hvor han har brugt Vocaloid (et stykke vokal-software).
Numrene "First Steps" og "Ringscape" er arrangeret af Robyn Smith. Christopher von Deylen har en gæsteoptræden på "Nightshade". Oldfield gjorde tjenesten tilbage ved at spille guitar på nummeret "Morgentau", et nummer fra albummet Tag Und Nacht af von Deylens band Schiller.

## Udstyr
Guitarer
Fender Stratocaster (pink), 1963
Paul Reed Smith Signature, 1990
Ramirez Classical, 1974
Fender Precision Bass, 1964
Flygel
Steinway & Sons, 1928
Keyboards
Roland og Yamaha
Computere
Mac G5 (Logic 7)
PC (Windows XP Pro med FL Studio)
Software Plugins
Glaresoft: iDrum
Linplug: Albino 2
Native Instruments: Absynth 3 / Altered States / FM7 / Morphology / Reaktor / Sounds of Polynesia / Wired
ReFX: Vanguard
Spectrasonics: Atmosphere / Stylus RMX
Steinberg: Groove Agent / Hypersonic / Kantos / Slayer / XPhrase
Virtual Vocalist Software: Vocaloid / Cantor

## Pladens numre

### Light
1. "Angelique" – 4:40
2. "Blackbird" – 4:39
3. "The Gate" – 4:14
4. "First Steps" – 10:02
5. "Closer" – 2:51
6. "Our Father" – 6:50
7. "Rocky" – 3:19
8. "Sunset" – 4:47
9. "Près de Toi" (Bonus Track)
10. "Quicksilver" (U-MYX version)
11. "Our Father" (U-MYX version)
12. "Slipstream" (U-MYX version)
13. "Angelique" (U-MYX version)

### Shade
1. "Quicksilver" – 5:55
2. "Resolution" – 4:33
3. "Slipstream" – 5:15
4. "Surfing" – 5:36
5. "Tears Of An Angel" – 5:38
6. "Romance" – 4:00
7. "Ringscape" – 4:22
8. "Nightshade" – 5:11
9. "Lakme (Fruity Loops)" (Bonus Track)